# Nhạc cổ điển
Bài này hàm ý nói về thể loại âm nhạc cổ điển trong văn hoá châu Âu.Về các loại nhạc cổ điển của các nền văn hoá không thuộc châu Âu xin xem bài: Danh sách các loại nhạc cổ điển ngoài châu Âu, hoặc thể loại âm nhạc giai đoạn cuối thế kỷ XVIII xin xem Âm nhạc giai đoạn cổ điển,
Nhạc cổ điển là dòng nhạc nghệ thuật được sản xuất, hoặc được bắt nguồn từ truyền thống tế lễ ở phương Tây bao gồm cả nhạc tôn giáo và nhạc thế tục, một khoảng thời gian rộng lớn từ khoảng thế kỷ thứ Xl đến thời điểm hiện tại. Các tiêu chuẩn chính của loại nhạc truyền thống này được hệ thống hóa giữa những năm 1550 và 1900, gọi là giai đoạn thực hành chung.
Nhạc Âu Châu được phân biệt rõ ràng với nhiều loại nhạc không có nguồn gốc từ châu Âu và nhạc thị trường bởi những hệ thống ký hiệu âm nhạc của chính nó được sử dụng từ thế kỷ XVI. Ký hiệu âm nhạc ở phương Tây được các nhà soạn nhạc sử dụng để quy định cho người biểu diễn về cao độ, tốc độ, phách, nhịp điệu riêng và cách thể hiện chính xác nhất của một đoạn nhạc. Thể loại nhạc này cho phép mọi người có thể biểu diễn tùy hứng và cải biên tự do, mà chúng ta thường xuyên được nghe trong những dòng nhạc nghệ thuật không bắt nguồn từ châu Âu (như trong nhạc Ấn Độ cổ điển và nhạc dân gian của Nhật Bản) và nhạc thị trường.
Thuật ngữ "nhạc cổ điển" không xuất hiện cho đến đầu thế kỷ XIX, khi người ta nỗ lực "phong thánh" cho khoảng thời gian vàng son của Johann Sebastian Bach và Beethoven. Tham khảo mới nhất của thuật ngữ này được ghi lại bởi Từ điển tiếng Anh Oxford là khoảng vào năm 1836.

## Các giai đoạn chính của nhạc cổ điển
Các tác phẩm âm nhạc cổ điển được phân chia theo các giai đoạn chính sau:
- Trung cổ: thông thường được coi là giai đoạn trước 1450. Giai đoạn này đặc trưng bởi đơn âm với các ca khúc thế tục.
- Phục hưng: khoảng từ 1450-1600, đặc trưng bởi sử dụng nhiều sự phối dàn nhạc và nhiều loại giai điệu.
- Baroque: khoảng 1600-1750, đặc trưng bởi việc dùng đối âm việc phổ biến của nhạc phím và nhạc dàn.
- Cổ điển: khoảng 1730-1820, là một giai đoạn quan trọng đã đặt ra nhiều tiêu chuẩn biên soạn, trình bày cũng như phong cách.
- Lãng mạn, 1815-1910: là một giai đoạn mà âm nhạc đã vào sâu hơn đời sống văn hoá và nhiều cơ quan giảng dạy, trình diễn và bảo tồn các tác phẩm âm nhạc đã ra đời.
- Thế kỷ 20: thường dùng để chỉ các thể loại nhạc khác nhau theo phong cách hậu lãng mạn cho đến năm 2000, bao gồm Hậu Lãng Mạn, Hiện đại và Hậu Hiện đại.
- Âm nhạc đương đại: thuật ngữ thường được dùng để gọi âm nhạc tính từ đầu thế kỷ XXI.
- Tiếp đầu ngữ tân thường được dùng để chỉ âm nhạc thế kỷ XX hay đương đại được soạn theo phong cách của các giai đoạn trước đây, như cổ điển, lãng mạn, v.v. Ví dụ như tác phẩm Classical Symphony của Prokofiev được coi là một tác phẩm "Tân Cổ Điển".

Việc chia các thời kỳ âm nhạc phương Tây ở một mức độ nào đó là không hoàn toàn chặt chẽ, các giai đoạn có thể gối lên nhau. Ngoài ra mỗi giai đoạn lại có thể được chia nhỏ theo thời gian hoặc phong cách.

Biểu đồ dưới đây liệt kê các nhà soạn nhạc cổ điển nổi tiếng nhất theo các thời kỳ. Xem danh sách đầy đủ hơn tại Biểu đồ niên đại các nhà soạn nhạc cổ điển.

## Bản chất của nhạc cổ điển

### Đặc điểm chính

#### Chất văn học
Đặc điểm nổi bật nhất của âm nhạc cổ điển là tác phẩm được ghi lại bằng ký hiệu âm nhạc. Các chất lượng bằng văn bản của âm nhạc thể hiện sự bảo tồn các tác phẩm.

#### Chất kỹ nghệ
Việc thực hiện tiết mục âm nhạc cổ điển đòi hỏi một mức độ đáng kể, sự hiểu biết thấu đáo các nguyên tắc âm và hài hòa, kiến thức thực hành hiệu suất, và quen thuộc với phong cách, nhà soạn nhạc là trong số các kỹ năng cần thiết nhất cho các nhạc sĩ được đào tạo.

#### Chất nghệ thuật
Âm nhạc là một nghệ thuật, có thể nói âm nhạc cổ điển là nghệ thuật âm nhạc phát triển sớm ở châu Âu và có sức ảnh hưởng đến nhân loại; trong âm nhạc cổ điển, các nhạc sĩ đã gửi tâm tư, ý nguyện của mình trong các giai điệu, lời ca và một phần rõ rệt nữa là đã thể hiện được ranh giới giữa các giai đoạn phát triển trong âm nhạc cổ điển nói riêng và sự liên quan với lịch sử châu Âu nói chung.

#### Tính phát triển
Đã quá rõ ràng để thấy được sự phát triển của âm nhạc cổ điển, đó là sự phát triển lên một cấp bậc mới qua các giai đoạn; tại thời kì chuyển giao chúng ta thấy được sự phát triển, thay thế các nhạc cụ; sự phát triển, thay thế các thể loại nhằm mục đích làm mới hơn và phù hợp với thời kì lịch sử đương thời.

#### Tính xã hội
Nghệ thuật do con người tạo nên, do vậy nghệ thuật cũng đáp ứng cho nhu cầu con người mà con người làm nên xã hội nên nghệ thuật cũng có tính xã hội trong đó. Chúng ta đã được biết về lịch sử phát triển của châu Âu vì vậy âm nhạc cổ điển cũng dựa trên đó mà phát triển theo nên trong âm nhạc cổ điển cũng thể hiện những đặc trưng của từng mốc giai đoạn lịch sử.

#### Gốc thương mại
Âm nhạc cổ điển cũng đóng góp một phần không nhỏ cho ngành công nghiệp âm nhạc được thể hiện qua các hình thức giải trí. Như chúng ta đã biết việc hằng năm các ca sĩ, nghệ sĩ tung các sản phẩm của mình ra thị trường dưới các hình thức như băng đĩa nhạc, các buổi hòa nhạc góp phần không nhỏ cho vấn đề tài chính.

#### Gốc giáo dục
Âm nhạc cổ điển đã xuất hiện trong các ấn phẩm của ngành giáo dục, các sách báo tạp chí về âm nhạc và đồng thời cũng là những bài tập vỡ lòng khi bước chân vào thế giới âm nhạc; từ thời cổ điển cho đến thời lãng mạn đã thể hiện điều đó.

### Nhạc cổ điển theo nghĩa "âm nhạc phương Tây giai đoạn Cổ điển"
Bài chính: Âm nhạc phương Tây giai đoạn Cổ điển
Trong lịch sử âm nhạc, thuật ngữ nhạc cổ điển còn có một nghĩa ít khi dùng để chỉ âm nhạc thuộc giai đoạn trong lịch sử âm nhạc tính từ thời Carl Philipp Emanuel Bach cho đến Beethoven—tính ra khoảng từ 1730–1820. Khi dùng theo nghĩa này, thông thường hai chữ c và đ trong nhạc cổ điển được viết hoa để tránh nhầm lẫn.

## Nhạc cụ diễn tấu
Trong nhạc cổ điển, số lượng và chủng loại nhạc cụ để diễn tấu thường có số lượng lớn và rất phong phú. Danh sách dưới đây chỉ nêu nhữnng nhạc cụ trong Dàn nhạc giao hưởng.
| Bộ        | Nhạc cụ |
| --------- | --- |
| Bộ dây    | Vĩ cầm, Viola, Cello, Đại hồ cầm, Hạc cầm, Ghi-ta, Măng cầm                                                             |
| Bộ sáo gỗ | Sáo, Kèn Ô-boa, Kèn Cla-ri-nét, Kèn Pha-gốt, Sáo Piccolo, Cor anglais, Clarinette basse, Contrebasson, Petie Clarinette |
| Bộ đồng   | Kèn Cor, Kèn Trôm-pét, Kèn Trombone, Kèn Tuba, Kèn Sắc-xô                                                               |
| Bộ gõ     | Timbales, Campanelli, Mộc cầm, Kẻng tam giác, Tambourine, Dương cầm                                                     |

## Người biểu diễn
- Nhạc trưởng
- Nhạc công
- ca sĩ

## Các nhà soạn nhạc cổ điển
Đây là danh sách những nhà soạn nhạc cổ điển xếp theo giai đoạn. Không phải tất cả các nhà soạn nhạc đều có thể xếp vào một giai đoạn vì các nhạc sĩ hoạt động ở cuối một thời kì âm nhạc thì cũng hoạt động vào đầu thời kì âm nhạc tiếp theo.
- Danh sách các nhà soạn nhạc cổ điển

## Thuật ngữ nhạc cổ điển
Về các thuật ngữ trong âm nhạc cổ điển phương Tây, xin đọc:
- Từ vựng âm nhạc phương Tây
- Thuật ngữ tiếng Ý trong âm nhạc

## Sách tham khảo
- Everett, Walter (1997). "Swallowed by a Song: Paul Simon's Crisis of Chromaticism", Understanding Rock: Essays in Musical Analysis. New York: Oxford University Press. ISBN 0-19-510004-2.
- Middleton, Richard (1990/2002). Studying Popular Music. Philadelphia: Open University Press. ISBN 0-335-15275-9.
- Becker, Judith (1969). "The Anatomy of a Mode", Ethnomusicology 13, no.2:267-79.

### Tiếng Anh
- ClassicalArchives
- Mutopiaproject.org Lưu trữ ngày 8 tháng 11 năm 2008 tại Wayback Machine – bản nhạc miễn phí dùng dạng PDF và Lilypond
- Danh sách các bản nhạc cổ điển (tải về được)

### Tiếng Việt
- Nhaccodien.info Lưu trữ ngày 8 tháng 7 năm 2010 tại Wayback Machine - Trang thông tin về âm nhạc cổ điển bằng tiếng Việt
- "Nhạc cổ điển là gì?" Lưu trữ ngày 5 tháng 10 năm 2021 tại Wayback Machine - Bài giảng của Leonard Bernstein (Phụ đề tiếng Việt)